# Ormosia adirondacensis
Ormosia adirondacensis là một loài ruồi trong họ Limoniidae. Chúng phân bố ở miền Tân bắc.